# Tawfik Alolo
Tawfik Alolo Alhassan (sinh ngày 12 tháng 12 năm 1986 ở Tamale, Ghana) là một cầu thủ bóng đá thi đấu cho câu lạc bộ Real Tamale United.

## Sự nghiệp
Ngày 15 tháng 12 năm 2005 anh được Olympique Marseille mời thử việc. Năm 2007, anh có đợt thử việc không thành công ở đội bóng Đan Mạch AC Horsens, và được Kotoko sơ hữu ngay sau khi anh trở lại. Vào tháng 1 năm 2008 anh chuyển từ Asante Kotoko đến Real Tamale United và vào tháng 8 năm 2008 đến Kessben F.C. theo dạng cho mượn, vào tháng 1 năm 2009 anh trở về Real Tamale United.